# Desulfovibrionales
Desulfovibrionales es un orden de la clase Deltaproteobacteria que contiene cuatro familias.  La mayoría son bacterias reductoras de sulfato con la excepción de Lawsonia y Bilophila. Suelen estar flageladas y según su forma son bacilos o vibrios (curvados).

## Filogenia
Las familias que contiene son: 
| Desulfohalobiaceae Kuever et al. 2006         |
| Desulfomicrobiaceae Kuever et al. 2006        |
| Desulfonatronaceae corrig. Kuever et al. 2006 |
| Desulfovibrionaceae Kuever et al. 2006        |

- Datos: Q1675433
- Multimedia: Desulfovibrionales / Q1675433
- Especies: Desulfovibrionales